# ديفيد ضودج
ديفيد إس. دودغ (ضُودْج/ دُودْج) (1341- 1430 هـ/ 1922- 2009 م) سياسي أمريكي.

## سيرته
ولد في بيروت بلبنان حيث كان يعمل والدُه بيار ضُودْج أستاذًا ثم رئيسًا للجامعة الأمريكية في بيروت، يوم الجمعة 17 نوفمبر (تشرين الثاني) 1922، وتوفي في أول يناير (كانون الثاني) 2009 في برينستون بالولايات المتحدة.